# Live from Central Park
Live from Central Park is een livealbum van Sheryl Crow uit 1999.

## Achtergrondinformatie
Dit album is een registratie van een concert van Sheryl in Central Park in New York in 1999. Het is haar eerste live-cd en bevat nummers van haar eerste drie albums. Ze zingt en speelt erop samen met enkele bevriende artiesten.

## Tracklist
01. Everyday Is a Winding Road

02. My Favorite Mistake

03. Leaving Las Vegas

04. Strong Enough (met Dixie Chicks)

05. It Don't Hurt

06. A Change Would Do You Good

07. Gold Dust Woman (met Stevie Nicks)

08. If It Makes You Happy (met Chrissie Hynde)

09. All I Wanna Do

10. Happy (met Keith Richards)

11. The Difficult Kind (met Sarah McLachlan)

12. White Room (met Eric Clapton)

13. There Goes the Neighborhood

14. Tombstone Blues